# Kernkraftwerk Brokdorf
Das im Rückbau befindliche Kernkraftwerk Brokdorf (KBR) befindet sich nahe der Gemeinde Brokdorf im Kreis Steinburg, Schleswig-Holstein und wurde im Oktober 1986 erstmals durch die damaligen Eigentümer PreussenElektra und HEW in Betrieb genommen. Das Kernkraftwerk gehört heute Preussenelektra (80 %) und Vattenfall (20 %).
Während der Bauphase in den 1970er und 1980er Jahren gab es heftige Proteste von Atomkraftgegnern.
Das Kernkraftwerk war mit 1480 MW Bruttoleistung eines der leistungsstärksten Kernkraftwerke in Deutschland. Mit einer Bruttostromerzeugung von knapp unter 12.000 Gigawattstunden hatte der Reaktor 2005 weltweit die größte Strommenge erzeugt.
Infolge des Atomausstiegs erfolgte die endgültige Abschaltung des Kernkraftwerks Brokdorf am 31. Dezember 2021. Im Dezember 2023 gab PreussenElektra bekannt, das ehemalige Kernkraftwerk in Europas potenziell größten Batteriespeicher umbauen zu wollen.

## Geschichte

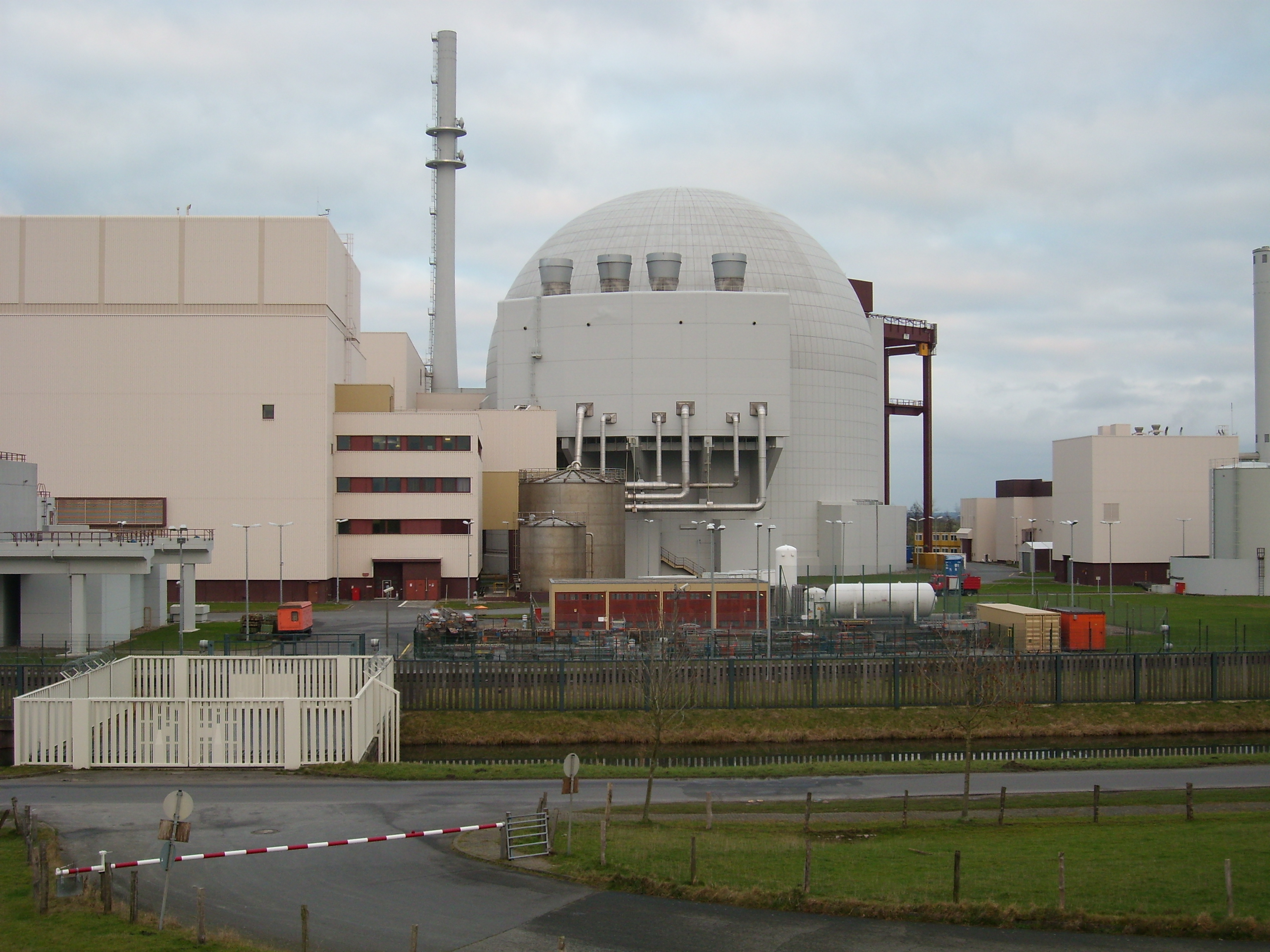
Das Reaktorgebäude

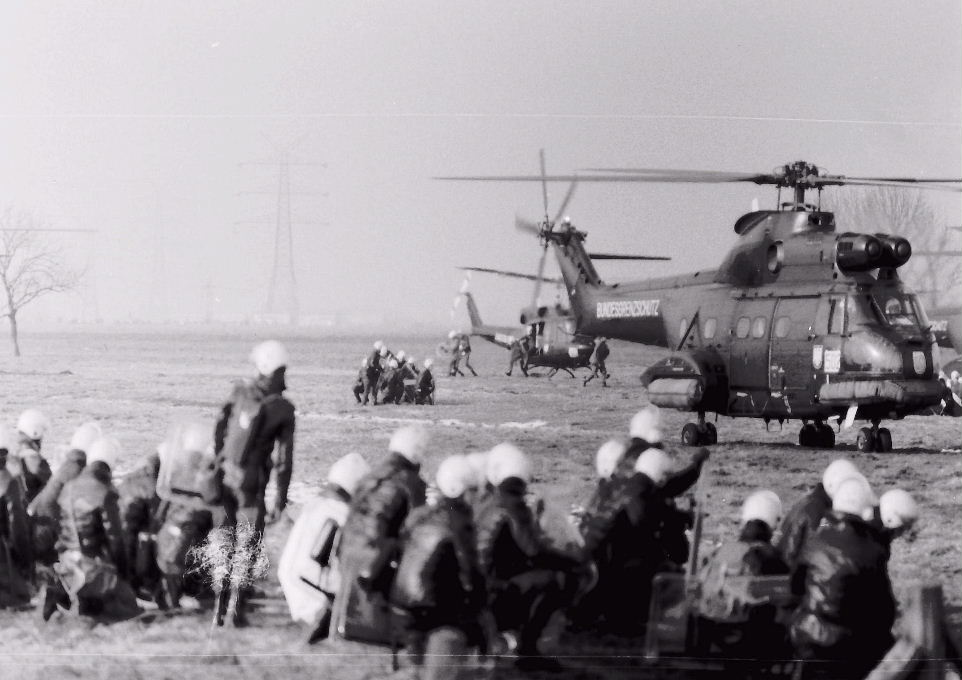
Polizeieinsatz gegen die Großdemonstration im Februar 1981

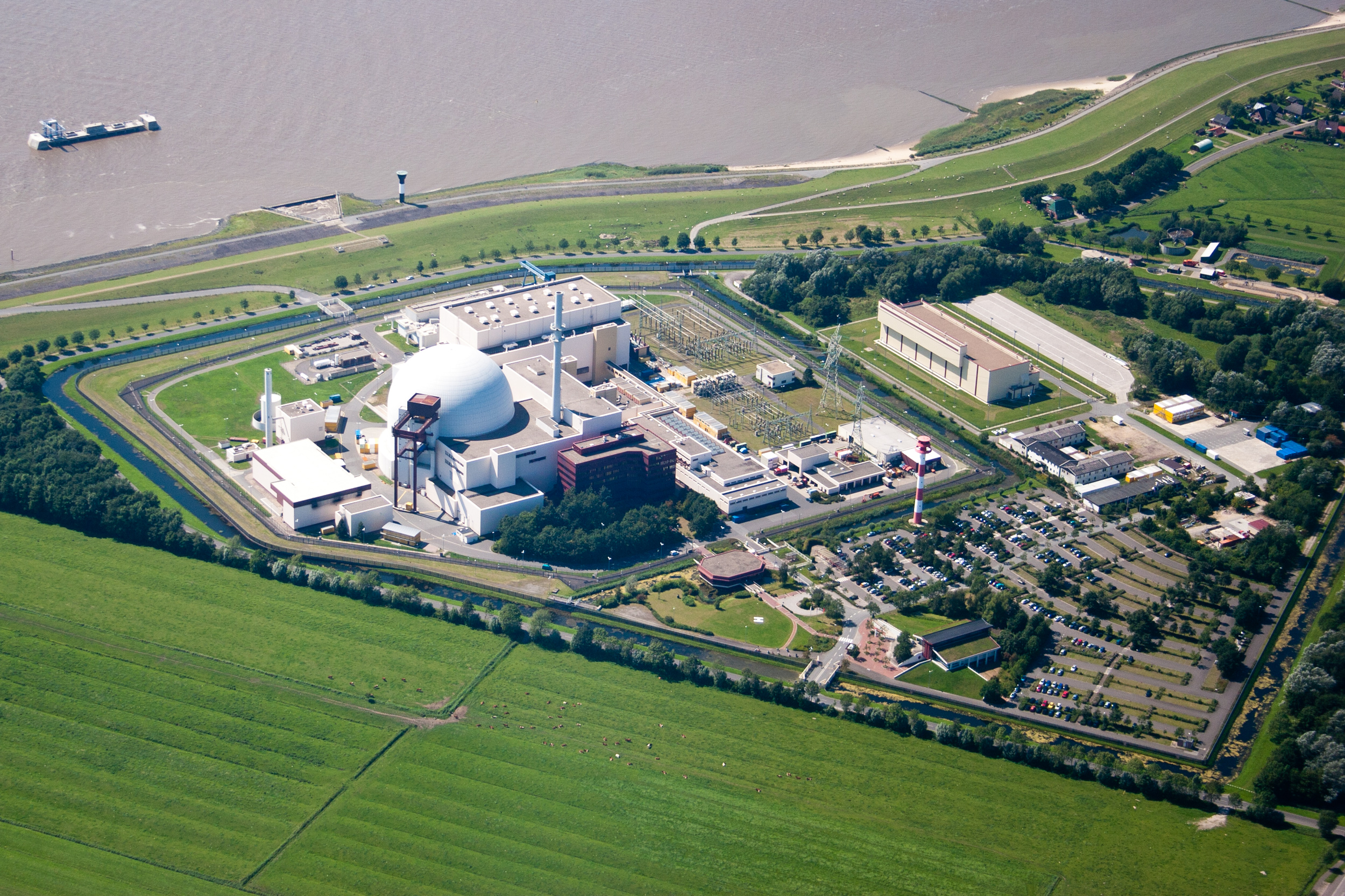
Luftaufnahme des Kernkraftwerks Brokdorf im Jahr 2011

Im November 1973 gab die Nordwestdeutsche Kraftwerke AG (NWK) Brokdorf als Standort für den Bau eines geplanten Atomkraftwerkes bekannt. Noch im selben Monat gründete sich mit der Forderung „Kein Atomkraftwerk in Brokdorf“ die „Bürgerinitiative Umweltschutz Unterelbe“ (BUU). Im August 1974 wurde die Bau- und Betriebsgenehmigung beantragt, im November 1974 der atomrechtliche Erörterungstermin in Wilster abgehalten, jedoch nach vier Tagen von den Behörden vorzeitig abgebrochen, ohne dass eine vollständige Erörterung der Sachfragen erfolgt war. 1975 begannen die Bauarbeiten. 1976 folgte die erste atomrechtliche Teilgenehmigung. Gegen Planung und Bau fanden seit November 1976 Demonstrationen der Anti-AKW-Bewegung statt, die im Laufe der Zeit eskalierten. Auch wurde gegen den Bau geklagt.
Im Dezember 1976 verfügte das Verwaltungsgericht in Schleswig einen einstweiligen Baustopp bis zur Klärung der Frage, ob die sofortige Vollziehbarkeit der 1. Teilerrichtungsgenehmigung rechtens gewesen sei. Nach einem vierjährigen Baustopp wurde Ende 1980 bekannt, dass es zu einer Fortsetzung des Baus kommen werde, nachdem das Oberverwaltungsgericht Lüneburg bestätigte, dass kein Baustopp mehr besteht und am 19. Februar 1981 die 2. Teilerrichtungsgenehmigung erteilt wurde. Daraufhin wurden größere Proteste angekündigt und der Landrat in Itzehoe erließ ein Demonstrationsverbot. Am 28. Februar 1981 fand mit der Großdemonstration bei Brokdorf in der Wilstermarsch mit rund 100.000 Menschen die bis dahin größte Demonstration gegen Kernkraft in der Bundesrepublik statt. Rund 10.000 Polizisten versuchten vergeblich, einen Teil der Demonstration zu verhindern. 128 Polizisten und etwa gleich viele Demonstranten wurden bei heftigen Krawallen verletzt, die Polizei stellte Waffen verschiedener Art sicher. Die juristischen Auseinandersetzungen um die Demonstration wurden später Gegenstand des Brokdorf-Beschlusses des Bundesverfassungsgerichts. Das Gericht stellte fest, dass das Verbot der Demonstration verfassungswidrig gewesen war. Den Widerstand der Bevölkerung sowie das Vorgehen der Staatsmacht gegen den Protest porträtierte unter anderem der im Jahr 2012 veröffentlichte Film Das Ding am Deich.
Am 25. Mai 1981 trat Hamburgs Bürgermeister Hans-Ulrich Klose (SPD) auch deshalb von seinem Amt zurück, weil er den von ihm gewünschten Ausstieg aus dem Kraftwerksprojekt Brokdorf nicht gegen Teile der Hamburger SPD-Führung durchsetzen konnte.
Nach der Nuklearkatastrophe von Tschernobyl gab es in Deutschland am 7. Juni 1986 zwei bundesweite Großdemonstrationen: eine gegen die in Bau befindliche Wiederaufarbeitungsanlage Wackersdorf und eine gegen das in Bau befindliche Kernkraftwerk Brokdorf. Beide Großdemonstrationen wurden verboten. Trotzdem demonstrierten an beiden Orten hunderttausende Menschen gegen Kernenergie. Es kam zu massiven Auseinandersetzungen. Gegen die polizeilichen Maßnahmen kam es am nächsten Tag in Hamburg zu einer Protestdemonstration, die im später als verfassungswidrig eingestuften Hamburger Kessel endete.
Der Hamburger Kessel war Auslöser zur Gründung des „Hamburger Signals“, einer Vereinigung Hamburger Polizisten, die sich öffentlich gegen diesen Polizeieinsatz aussprachen. Aus dem Hamburger Signal ging die Bundesarbeitsgemeinschaft Kritischer Polizisten hervor.
Am 8. Oktober 1986 ging das Kernkraftwerk als weltweit erste Anlage nach dem Reaktorunfall von Tschernobyl in Betrieb. Am 5. März 2007 ging ein Zwischenlager für abgebrannte Kernelemente mit einer Schwermetallmasse von 1.000 Tonnen in Betrieb. Es hat 100 Lagerplätze für Castor-Behälter und eine genehmigte Laufzeit von maximal 40 Jahren. In das Zwischenlager sollen sieben Castorbehälter mit radioaktivem Abfall aus Sellafield eingelagert werden.
Am 24. April 2010 demonstrierte eine Kette von über 100.000 Menschen zwischen den Kernkraftwerken Brunsbüttel, Brokdorf und Krümmel gegen Kernkraft.
2006 erhielt es eine Genehmigung zur thermischen Leistungserhöhung. Im Herbst 2010 beschloss der Bundestag eine Laufzeitverlängerung deutscher Kernkraftwerke durch Erhöhung der Reststrommengen (dadurch hätte Brokdorf rechnerisch bis 2036 laufen können); diese Laufzeitverlängerung wurde nach der Nuklearkatastrophe von Fukushima im März 2011 revidiert (siehe Atomausstieg). 2011 fand die Protestaktionen Block Brokdorf statt. Als vorzeitiger Abschalttermin wurde das Jahr 2021 festgelegt.
Nachdem bei Revisionsarbeiten eine Oxidationsschicht in unerwarteter Stärke an den Stäben der Brennelemente entdeckt wurde, untersagte Schleswig-Holsteins Umweltminister Robert Habeck Mitte März 2017 das Bestücken mit neuen Brennelementen und anschließende Wiederanfahren des Kraftwerks. Erst fünf Monate später gestattete die schleswig-holsteinische Atomaufsicht nach umfangreichen Untersuchungen dem Betreiber, das Kernkraftwerk mit Einschränkungen wieder hochzufahren. Der Betrieb durfte nur mit 88 Prozent seiner Leistung erfolgen, bei Senkung der mittleren Kühlmitteltemperatur wurden 95 Prozent erlaubt.

### Rückbau
Ende 2017 beantragte der Betreiber Preussenelektra die Stilllegung und den Abriss des Meilers. Diese wurde am 23. Oktober 2024 erteilt. Das Rückbauverfahren wird sich voraussichtlich über 15 Jahre erstrecken und in der ersten Phase mit besonderen Herausforderungen verbunden sein, da sich dann noch Brennelemente im Reaktorgebäude befinden werden, die zu diesem Zeitpunkt noch nicht genügend abgeklungen sein werden.
In dem letzten Jahr des Leistungsbetriebs (2021) war das Kernkraftwerk Brokdorf 8760 Stunden (01.01. bis 31.12. durchgehend) am Netz. Es kam zu keinen außerplanmäßigen Abschaltungen. Aufgrund der planmäßigen Beendigung des Leistungsbetriebs konnte auf einen Brennelementwechsel verzichtet werden.
Am 19. Juli 2022 stürzte bei Reparaturen an einem Brennelement zur Vorbereitung zur Entsorgung ein Brennstab aus der Greifvorrichtung und wurde dabei verformt. Der Vorfall ereignete sich im mit Wasser gefüllten Lagerbecken, dabei sei laut Ministerium für Energiewende, Klimaschutz, Umwelt und Natur keine Radioaktivität freigesetzt worden. Insgesamt lagern im Atomkraftwerk noch 233 Brennstäbe, „die nicht regulär in den Brennelementen entsorgt werden können.“ Davon gelten 170 Brennstäbe als defekt, weil sie im Hüllrohr Poren, Risse oder Löcher aufwiesen. Zwei Stäbe seien verbogen, die restlichen Stäbe wiesen Wanddickenschwächungen der Hüllrohre auf.
Der Standort soll nach erfolgten Genehmigungen ab 2026 in zwei Stufen in einen Batteriespeicher umgebaut werden. Auf dem Teil des Kraftwerkgeländes, das nicht vom Rückbau betroffen ist, soll die erste Ausbaustufe mit einer Leistung von 100 MW und einer Kapazität von 200 MWh entstehen. Danach wird die zweite Ausbaustufe die Leistung um 700 MW auf insgesamt 800 MW und die Kapazität um 1400 MWh auf insgesamt 1600 MWh erhöhen. Laut Aussage von PreussenElektra eigne sich der Standort aufgrund seiner Voraussetzungen besonders gut, da das Umspannwerk Wilster in unmittelbarer Nähe hauptsächlich Strom aus Windkraftanlagen transportiert und der Batteriespeicher so die fluktuierende Einspeisung ausgleicht. Außerdem sei der Netzanschluss bereits vorhanden und es müssten keine neuen Flächen versiegelt werden, was Investitionskosten senke.
Im Januar 2025 wurde mit dem Rückbau des Kernkraftwerks begonnen.

## Daten der Reaktorblöcke
Das Kernkraftwerk Brokdorf hatte einen Kraftwerksblock:
| Reaktorblock               | Brokdorf (KBR)                  |
| -------------------------- | ------------------------------- |
| Reaktortyp                 | Druckwasserreaktor              |
| Baulinie                   | KWU-Baulinie-'3 (Vor-Konvoi)    |
| Elektrische Leistung       | Netto 1.410 MW, Brutto 1.480 MW |
| thermische Reaktorleistung | 3.900 MW                        |
| Baubeginn                  | 1. Jan. 1976                    |
| Netzsynchronisation        | 14. Okt. 1986                   |
| Kommerzieller Betrieb      | 22. Dez. 1986                   |
| Stilllegung                | 31. Dez. 2021                   |

| Technische Daten                        | Reaktor Brokdorf      |
| --------------------------------------- | --------------------- |
| Kernbrennstoff                          | UO2/MOX               |
| Anreicherung an U235                    | bis zu 4 %            |
| Kernbrennstoffmenge                     | 103 t                 |
| Anzahl der Brennelemente                | 193                   |
| Anzahl der Brennstäbe je Brennelement   | 236                   |
| Anzahl der Steuerstäbe je Brennelement  | 20                    |
| Brennstablänge                          | 4,83 m                |
| Brennstabdurchmesser                    | 10,75 mm              |
| Anzahl der Steuerelemente               | 61                    |
| Absorbermaterial                        | In, Ag, Cd            |
| Kühlmittel und Moderator                | H2O (Leichtes Wasser) |
| thermische Reaktorleistung              | 3900 MW               |
| Nettowirkungsgrad                       | 36,4 %                |
| mittlere Leistungsdichte im Reaktorkern | 93,2 kW/dm³           |
| Entlade-Abbrand (Gleichgewichtskern)    | ca. 53000 MWd/t U     |
| Wärmeübertragungsfläche im Reaktorkern  | 6036 m²               |
| Kondensatorkühlfläche                   | 3 × 20781 m²          |
| Brennelementprofil                      | 16×16                 |

Die als KBR bezeichnete Kernkraftwerksanlage besaß einen Druckwasserreaktor vom Hersteller KWU mit Urandioxid-Brennelementen, die in Anreicherungsgraden von 1,9, 2,5 und 3,5 Prozent eingesetzt wurden. Auch Mischoxid-Brennelemente (MOX-Brennelemente), die Plutonium aus der Wiederaufarbeitung enthielten, wurden verwendet. Im Reaktor des Kernkraftwerks befanden sich 193 Brennelemente mit einer Schwermetall-Masse von insgesamt 103 Tonnen. Das Kernkraftwerk Brokdorf hatte eine thermische Leistung von 3.900 Megawatt und eine elektrische Nettoleistung von 1.410 MW. Es gehörte zur 3. Druckwasserreaktor-Generation in Deutschland, den Vor-Konvoi-Anlagen.
Eine Übersicht mit Emissionswerten für das KBR wurde auf den Seiten der Landesregierung Schleswig-Holstein bereitgestellt.
Der Netzanschluss erfolgte auf der 380-kV-Höchstspannungsebene in das Netz des Übertragungsnetzbetreibers Tennet TSO.